# Ганно-Леонтовичівська сільська рада
| Ганно-Леонтовичівська сільська рада — колишній орган місцевого самоврядування у Устинівському районі Кіровоградської області з адміністративним центром у с. Ганно-Леонтовичеве. Сільській раді були підпорядковані населені пункти: - с. Ганно-Леонтовичеве - с. Мала Ганнівка - с. Новочигиринка |

## Склад ради
Рада складалася з 12 депутатів та голови.

### Керівний склад ради
| ПІБ                         | Основні відомості                                                         | Дата обрання | Дата звільнення |
| --------------------------- | ------------------------------------------------------------------------- | ------------ | --------------- |
| Дворовенко Павло Леонідович | Сільський голова, 1967 року народження, освіта, член Партії регіонів      | 26.03.2006   | 31.10.2010      |
| Дворовенко Павло Леонідович | Сільський голова, 1967 року народження, освіта вища, член Партії регіонів | 31.10.2010   |                 |

Примітка: таблиця складена за даними джерела

## Населення
Згідно з переписом УРСР 1989 року чисельність наявного населення сільської ради становила 484 особи, з яких 218 чоловіків та 266 жінок.
За переписом населення України 2001 року в сільській раді мешкали 443 особи.

### Мова
Розподіл населення за рідною мовою за даними перепису 2001 року:
| Мова       | Відсоток |
| ---------- | -------- |
| українська | 88,66 %  |
| молдовська | 2,72 %   |
| російська  | 1,36 %   |
| вірменська | 0,68 %   |
| білоруська | 0,45 %   |
| польська   | 0,23 %   |
| інші       | 5,90 %   |